# Christiaan Kerkhof
Christiaan Kerkhof (Leeuwarden, 9 oktober 1900 – 's-Gravenhage, Waalsdorpervlakte, 29 februari 1944) was een Nederlands verzetsstrijder tijdens de Tweede Wereldoorlog.

## Biografie
Kerkhof werd geboren in Leeuwarden als zoon van timmerman Hendrik Kerkhof en Petronella Ollemans. Ook hij werd timmerman. Hij trouwde in 1924 met Froukje Postma (1899-1972). Het echtpaar kreeg drie kinderen.

### Tweede Wereldoorlog
Tijdens de oorlog werd Kerkhof lid van de verzetsgroep Oranje Vrijbuiters. Deze verzetsgroep was opgericht door Klaas Postma, een neef van zijn echtgenote. 
Op 29 augustus 1943 werd Kerkhof door de SD opgepakt op het hoofdkwartier van de verzetsgroep aan de Nieuwegracht in Utrecht. Hij was vanuit Leeuwarden naar het hoofdkwartier gekomen voor een reguliere vergadering, niet wetende dat er enkele dagen daarvoor een inval was geweest. Hij werd overgebracht naar het Oranjehotel in Scheveningen, waar hij werd vastgezet in cel 738. In cel 739 zat pater Jacques Schreurs vast, die het gedicht Zijn bloed is nog niet droog (opgenomen in de bundel Eiland der Eenzamen) aan hem wijdde.
Op 28 februari 1944 werd Kerkhof met 19 andere Oranje Vrijbuiters ter dood veroordeeld. Op 29 februari werden 18 Vrijbuiters op de Waalsdorpervlakte gefusilleerd. Twee leden kregen gratie. De lichamen van de 18 verzetsstrijders werden in een kuil gegooid.

### Na de oorlog
Na de oorlog werden de stoffelijke resten van de verzetsstrijders op de Waalsdorpervlakte teruggevonden. Na identificatie werden ze tijdelijk begraven in een massagraf op de Algemene Begraafplaats in Den Haag. Op 1 maart 1946 vond een herbegrafenis plaats op de begraafplaats Tolsteeg in Utrecht. De achttien verzetsstrijders werden begraven in negen graven. Kerkhof deelt een graf met Andries van Beek. In mei 1947 werd het grafmonument officieel onthuld.

## Eerbetoon
- Zijn naam staat vermeld op de Erelijst van Gevallenen 1940-1945.[7]
- Hij kreeg in 1983 postuum het Verzetsherdenkingskruis uitgereikt.[8][9]
- Zijn naam staat vermeld op het digitaal Monument Oranjehotel.[10]
- De Christiaan Kerkhofstraat in Leeuwarden is naar hem vernoemd.